# Тенкя
Тенкя (якут. Тэҥкэ) — село в Сунтарском улусе Республики Саха (Якутия) России. Административный центр и единственный населённый пункт Тенкинского наслега.

## География
Село находится в юго-западной части Якутии, на левом берегу реки Вилюй, на расстоянии примерно 56 километров (по прямой) к юго-западу от села Сунтар, административного центра улуса. Абсолютная высота — 131 метр над уровнем моря.
Климат
Климат характеризуется как резко континентальный. Средняя температура воздуха самого тёплого месяца (июля) составляет 17-18 °C; самого холодного (января) — −34 − −50 °C. Среднегодовое количество атмосферных осадков составляет 250—300 мм.
Часовой пояс
Село Тенкя находится в часовой зоне МСК+6. Смещение применяемого времени относительно UTC составляет +9:00.

## Население
| 2002 | 2010 | 2012 | 2013 | 2014 | 2015 | 2016 |
| ---- | ---- | ---- | ---- | ---- | ---- | ---- |
| 107  | ↘93  | ↗95  | ↗97  | ↗100 | →100 | ↗102 |
| 2017 | 2018 | 2019 | 2020 | 2021 |      |      |
| →102 | ↘98  | ↗101 | ↘99  | ↗100 |      |      |

Половой состав
По данным Всероссийской переписи населения 2010 года в гендерной структуре населения мужчины составляли 53,8 %, женщины — соответственно 46,2 %.
Национальный состав
Согласно результатам переписи 2002 года, в национальной структуре населения якуты составляли 98 % из 107 чел.

## Улицы
Уличная сеть села состоит из семи улиц и пяти переулков.